# Pholcus fagei
Pholcus fagei är en spindelart som beskrevs av Josef Kratochvíl 1940. Pholcus fagei ingår i släktet Pholcus och familjen dallerspindlar. Inga underarter finns listade i Catalogue of Life.